# DeSoto Parish
DeSoto Parish (franska: Paroisse de DeSoto) är ett administrativt område, parish, i delstaten Louisiana, USA. År 2010 hade området 26 656 invånare. Den administrativa huvudorten är Mansfield.

## Geografi
Enligt United States Census Bureau har countyt en total area på 2 317 km². 2 272 av den arean är land och 45 km² är vatten.

### Angränsande områden
- Caddo Parish - norr
- Red River Parish - öster
- Natchitoches Parish - sydost
- Sabine Parish - syd
- Shelby County, Texas - sydväst
- Panola County, Texas - väster

### Orter
- Keachi
- Logansport
- Mansfield (huvudort)
- Stonewall